# Sueldo (moneda)
El sueldo fue una unidad de cuenta con valor de 1/20 parte de la libra. Se acuñó en los sistemas monetarios anteriores a la reforma hecha por Carlomagno, que estableció la equivalencia
- 1 libra = 20 sueldos = 240 dineros

Como explicaba Mateu y Llopis:

«El sistema monetario se hallaba basado en el sueldo y la libra, común a toda la Europa del siglo XI, como recuerdo del sistema carolingio. La base del sueldo era el dinero, moneda efectiva, de vellón, con un divisor, su mitad, llamado óbolo o miaja; la suma de doce dineros integraban el sueldo, unidad de cuenta, llamado sueldo jaqués; la suma de 20 sueldos jaqueses era la libra, unidad también de cuenta, la mayor.»
Felipe Mateu y Llopis, La moneda española, 1946.

A partir de ese momento se utilizó como moneda de cuenta y aunque a partir del siglo XIII volvieron a acuñarse monedas con valor de un sueldo, adoptaron otros nombres. Durante la Edad Media y Moderna fue una unidad empleada frecuentemente en las tesorerías y cuentas de gran parte de los reinos y principados europeos occidentales.